# Les Petites-Loges
Les Petites-Loges  là một xã thuộc tỉnh Marne trong vùng Grand Est đông nam nước Pháp. Xã này nằm ở khu vực có độ cao trung bình 94 mét trên mực nước biển.